# 黑蜥蜴 (推理小說)
《黑蜥蜴》是江戶川亂步於1934年1月至12月在日出雜誌上所發表的推理小說，多次被改編成電影、電視劇及舞台劇。

## 故事簡介
不良少年阿潤因殺人向夜總會的人氣天后黑蜥蜴求助，黑蜥蜴如施展魔法般替阿潤處理了屍體，因要求阿潤向她賣命。黑蜥蜴要求阿潤協助她進行一宗綁架案，目標是著名珠寶商的女兒早苗。黑蜥蜴首先喬裝成珠寶商的朋友，再將早苗交給阿潤帶走，只可惜明智小五郎一早佈下天羅地網，救回早苗。黑蜥蜴再次向明智小五郎下戰書，她化身成一張梳化，潛入珠寶商的大宅，騙走了被受保護的早苗，後來要求以一顆名貴的鑽石交換早苗。交易的過程中，黑蜥蜴被明智小五郎跟蹤，並帶同警察拘捕，黑蜥蜴最終服毒死於又愛又恨的小五郎懷中。而真正的早苗一早已經掉包，黑蜥蜴帶走的只是假的早苗。